# Acacia ulicifolia
Acacia ulicifolia é uma espécie de leguminosa do gênero Acacia, pertencente à família Fabaceae.